# Ksenia Sujínova
Ksenia Vladimirovna Sukhinova (en ruso: Ксе́ния Влади́мировна Сухи́нова; (26 de agosto de 1987) es una reina de belleza rusa ganadora del Miss Rusia 2007 y del Miss Mundo 2008.

## Biografía
Sukhinova nació en 1987 en Nizhnevartovsk Actualmente reside en Tyumen, Siberia, donde es una estudiante de quinto año de sistemas ciberneticos en la Tyumen State Oil and Gas University. Donde posee un excelente récord académico, de acuerdo a la rectora de la universidad Veronika Yefremova la disciplina es muy difícil, "pero las notas de Sukhinova son altas, A' y B'.

Suhkinova es una gran fan de los deportes, practicando calistenia, natación y biatlon desde su infancia. Su libro favorito es El Maestro y Margarita de Mijaíl Bulgákov. Cuando se le preguntó sobre su vida personal, Sukhinova confesó que «su corazón aún está libre».
En agosto de 2016 comenzó una relación sentimental con el actor Nicholas Hoult.

## Miss Rusia 2007

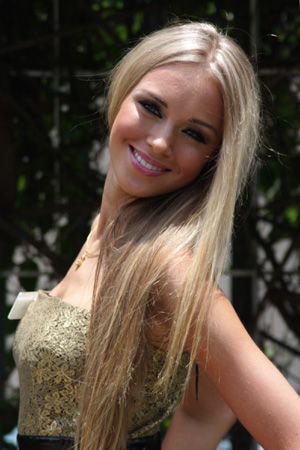
Ksenia Sukhinova durante Miss Mundo 2008 en Johannesburgo

Sukhinova ganó el concurso Miss Rusia el 14 de diciembre de 2007 en Moscú donde representó a Tyumen. Sin embargo no pudo representar a su país en el Miss Universo 2008 debido a sus estudios, siendo reemplazada por la 2.ª finalista Vera Krasova, la cual fue 3.ª finalista en el concurso ganado por la venezolana Dayana Mendoza.

## Miss Mundo 2008

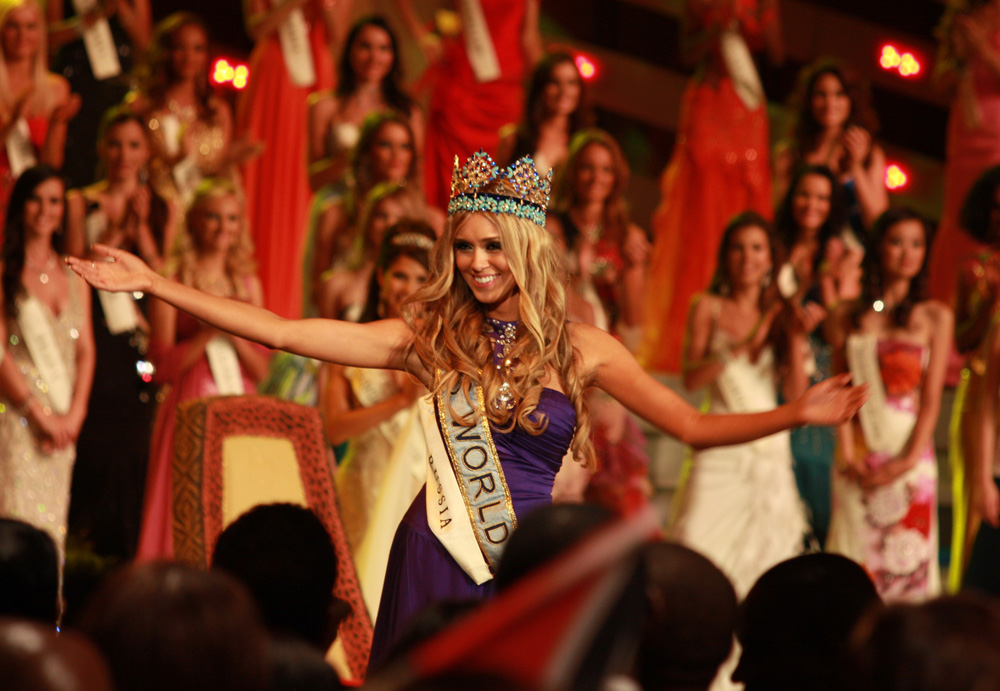
Ksenia Sukhinova durante la ceremonia de coronación.

Sukhinova fue la segunda finalista del concurso Miss World Beach Beauty, detrás de Miss México y Miss Sudáfrica.
El 3 de diciembre de 2008 fue la ganadora del concurso Miss World Top Model.
El 13 de diciembre de 2008, fue coronada la nueva Miss Mundo en las finales en Johannesburgo, Sudáfrica después de vencer a 108 rivales. La primera finalista, fue la representante de la India Parvathy Omanakuttan, mientras que la segunda finalista fue Gabrielle Walcott de Trinidad y Tobago.
Sukhinova se convirtió en la segunda rusa en ganar el Miss Mundo, la primera fue Julia Kourotchkina en 1992.

## Eurovisión
Sukhinova fue la imagen del Festival de la Canción de Eurovisión 2009 celebrado en Moscú, Rusia. Entre canción y canción, podía verse un video de ella vestida típica del país que iba a actuar.